# Шентруперт (Лашко)
Шентруперт (словен. Šentrupert) је насељено место у општини Лашко, Савињска регија, Словенија.

## Историја
До територијалне реорганизације у Словенији био је у саставу старе општине Лашко.

## Становништво
У попису становништва из 2011. године, Шентруперт је имао 377 становника.
| Број становника према пописима | Број становника према пописима | Број становника према пописима |
| ------------------------------ | ------------------------------ | ------------------------------ |
| 1991                           | 2002                           | 2011                           |
| 351                            | 361                            | 377                            |

Напомена: До 1952. исказивано под именом Свети Руперт, а од 1952. до 1994. године под именом Брезе, када је добио данашњи назив Шентруперт.